# گراز زگیل‌دار
گراز زگیل‌دار یا گراز وحشی آفریقایی جانوری از خانواده خوکان است که در علفزارها و درختزارهای آفریقای سیاه زندگی می‌کند.

این گراز بر روی سر خود چهار برآمدگی بزرگ زگیل‌مانند دارد که برای دفاع در جنگ نرها و در درگیری مقابل سایر جانوران و هم‌چنین انباشتن چربی کاربرد دارد و نام‌گذاری این جانور هم به خاطر این برآمدگی‌ها است.

## زیرگونه‌ها
- 'گراز زگیل‌دار نولان (Phacochoerus africanus africanus) (گملین، ۱۷۸۸) – بورکینافاسو، ساحل عاج، جمهوری دموکراتیک کنگو، اتیوپی، غنا، گینه بیسائو، چاد، موریتانی، نیجریه، سنگال، سودان
- گراز زگیل‌دار اریتره‌ای (Phacochoerus africanus aeliani) کرتزشمار، ۱۸۲۸ – اریتره، اتیوپی، جیبوتی، سومالی
- گراز زگیل‌دار آفریقای مرکزی (Phacochoerus africanus massaicus) لونبرگ، ۱۹۰۸ – کنیا، تانزانیا
- گراز زگیل‌دار جنوبی (Phacochoerus africanus sundevallii) لونبرگ، ۱۹۰۸ – بوتسوانا، نامیبیا، آفریقای جنوبی، زیمبابوه